# Nieuw-Zeelands kampioenschap wielrennen voor elite

De Nieuw-Zeelandse kampioenentrui

Het Nieuw-Zeelands kampioenschap wielrennen voor elite is een jaarlijkse wegwedstrijd in Nieuw-Zeeland voor renners met Nieuw-Zeelandse nationaliteit ouder dan 23 jaar en/of lid van een professioneel wielerteam. Er wordt gereden voor de nationale titel. Bij de mannen wordt het kampioenschap sinds 1945 jaarlijks georganiseerd, maar ook voor 1945 vond het al enkele keren plaats. Bij de vrouwen is dit sinds 1981.
Bij de mannen is Gordon McCauley met vijf overwinningen recordhouder, bij de vrouwen is dit Rushlee Buchanan met vier zeges.
N.B. zie ook Nieuw-Zeelands kampioenschap tijdrijden voor elite.

## Mannen

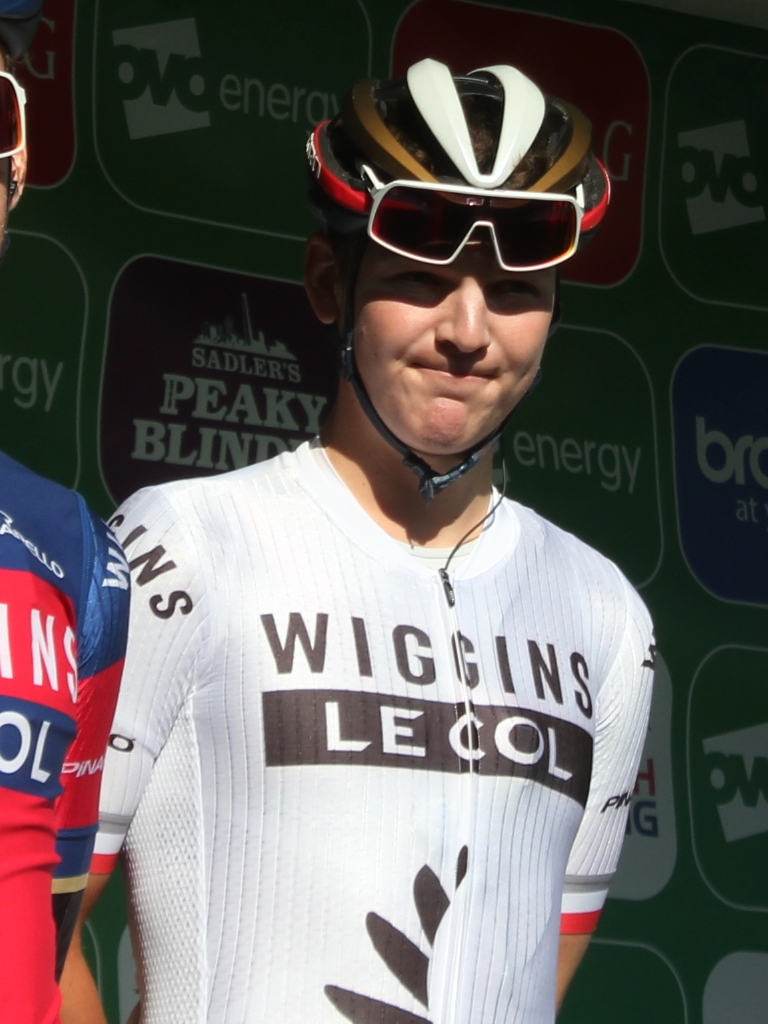
James Fouche won in 2019 en 2022

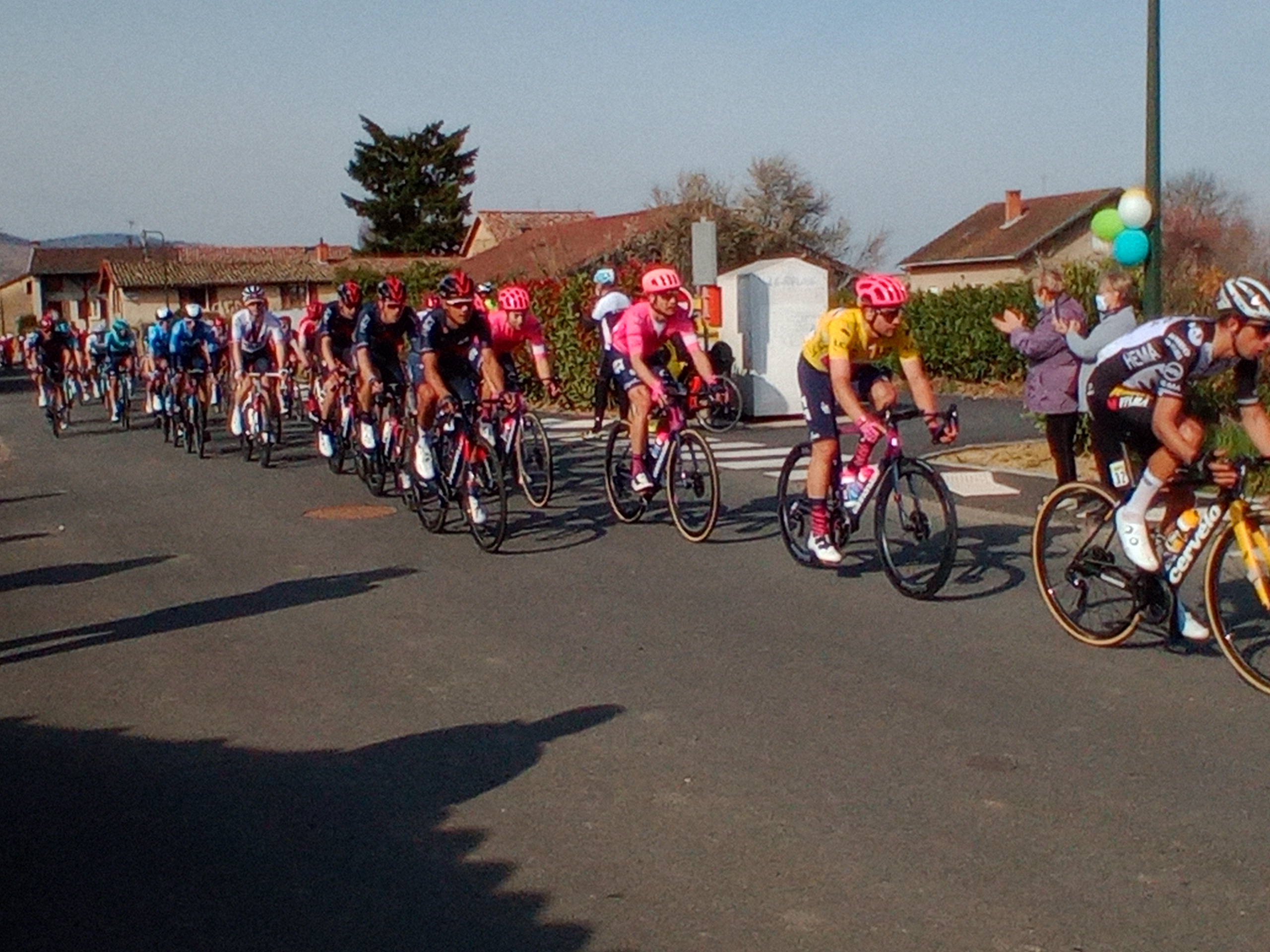
George Bennett (uiterst rechts) in 2021

| Jaar | Plaats           | Winnaar           | 2e                | 3e               |
| ---- | ---------------- | ----------------- | ----------------- | ---------------- |
| 2025 | Timaru           | Paul Wright       | Ben Oliver        | George Bennett   |
| 2024 | Timaru           | Aaron Gate        | Corbin Strong     | Laurence Pithie  |
| 2023 | Tokoroa          | James Oram        | Ryan Christensen  | Logan Currie     |
| 2022 | Cambridge        | James Fouché      | Tom Sexton        | Laurence Pithie  |
| 2021 | Cambridge        | George Bennett    | Michael Torckler  | Ryan Christensen |
| 2020 | Cambridge        | Shane Archbold    | George Bennett    | Dylan Kennett    |
| 2019 | Napier           | James Fouché      | Kees Duyvesteyn   | Tom Scully       |
| 2018 | Napier           | Jason Christie    | Hayden Mccormick  | Michael Torckler |
| 2017 | Napier           | Joseph Cooper     | Jason Christie    | Dion Smith       |
| 2016 | Napier           | Jason Christie    | Dion Smith        | Hamish Schreurs  |
| 2015 | Christchurch     | Joseph Cooper     | Tom Davison       | Jason Christie   |
| 2014 | Christchurch     | Hayden Roulston   | Jack Bauer        | Tom Davison      |
| 2013 | Christchurch     | Hayden Roulston   | George Bennett    | Julian Dean      |
| 2012 | Christchurch     | Michael Vink      | James Williamson  | Patrick Bevin    |
| 2011 | Christchurch     | Hayden Roulston   | Greg Henderson    | Jeremy Yates     |
| 2010 | Christchurch     | Jack Bauer        | Hayden Roulston   | Julian Dean      |
| 2009 | Te Awamutu       | Gordon McCauley   | Joseph Cooper     | Jason Allen      |
| 2008 | Hawke's Bay      | Julian Dean       | Heath Blackgrove  | Scott Lyttle     |
| 2007 | Upper Hutt       | Julian Dean       | Heath Blackgrove  | Gordon McCauley  |
| 2006 | Palmerston       | Hayden Roulston   | Hayden Godfrey    | Robin Neil Reid  |
| 2005 | Palmerston North | Gordon McCauley   | Glen Mitchell     | Hayden Godfrey   |
| 2004 | Hokitika         | Heath Blackgrove  | Justin Leigh Kerr | Hayden Roulston  |
| 2003 | Napier           | Heath Blackgrove  | Glen Mitchell     | Robin Neil Reid  |
| 2002 | Invercargill     | Gordon McCauley   | Hayden Godfrey    | Jeremy Yates     |
| 2001 | Inglewood        | Gordon McCauley   | Stuart Lowe       | Brendan Vesty    |
| 2000 | Te Awamutu       | Glen Thomson      | Jeremy Robinson   | Greg Henderson   |
| 1999 |                  | Glen Mitchell     | Graeme Miller     | Francis De Jager |
| 1998 |                  | Glen Mitchell     | David Lee         | John Hume        |
| 1997 |                  | Gordon McCauley   | Brian Fowler      | Stuart Lowe      |
| 1996 |                  | Ric Reid          | Gordon McCauley   | Mark Rendell     |
| 1995 |                  | Norman Shattock   | Glenn McLeay      | Mark Rendell     |
| 1994 |                  | Ewan McMaster     | Brian Fowler      | Ric Reid         |
| 1993 |                  | Darren Rush       |                   |                  |
| 1992 |                  | Dean Peterkin     |                   |                  |
| 1991 |                  | Chris Nicholson   |                   |                  |
| 1990 |                  | Craig Connell     |                   |                  |
| 1989 |                  | Brian Fowler      |                   |                  |
| 1988 |                  | Brian Fowler      |                   |                  |
| 1987 |                  | Graeme Miller     | Brian Fowler      |                  |
| 1986 |                  | Bruce Storrie     |                   |                  |
| 1985 |                  | Craig Griffin     |                   |                  |
| 1984 |                  | Jack Swart        |                   |                  |
| 1983 |                  | Eric O'Brien      |                   |                  |
| 1982 |                  | Stephen Cox       |                   |                  |
| 1981 |                  | Jack Swart        |                   |                  |
| 1980 |                  | Roger Sumich      |                   |                  |
| 1979 |                  | Jack Swart        |                   |                  |
| 1978 |                  | Jack Swart        |                   |                  |
| 1977 |                  | Vern Hanaray      |                   |                  |
| 1976 |                  | Blair Stockwell   |                   |                  |
| 1975 |                  | P. Neale          |                   |                  |
| 1974 |                  | J. Ryder          |                   |                  |
| 1973 |                  | Vern Hanaray      |                   |                  |
| 1972 |                  | L. Cooper         |                   |                  |
| 1971 |                  | Vern Hanaray      |                   |                  |
| 1970 |                  | Neil Lyster       |                   |                  |
| 1969 |                  | Bruce Biddle      |                   |                  |
| 1968 |                  | Merv Davis        |                   |                  |
| 1967 |                  | John Dean         |                   |                  |
| 1966 |                  | G. Hill           |                   |                  |
| 1965 |                  | Tino Tabak        |                   |                  |
| 1964 |                  | G. Grey           |                   |                  |
| 1963 |                  | Tony Ineson       |                   |                  |
| 1962 |                  | Laurie Byers      |                   |                  |
| 1961 |                  | Richie Thomson    |                   |                  |
| 1960 |                  | R. Peoples        |                   |                  |
| 1959 |                  | A. Ganderton      |                   |                  |
| 1958 |                  | Lancelot Payne    |                   |                  |
| 1957 |                  | Richard Johnstone |                   |                  |
| 1956 |                  | L. Parris         |                   |                  |
| 1955 |                  | T. Lankow         |                   |                  |
| 1954 |                  | Lancelot Payne    |                   |                  |
| 1953 |                  | N. Geraghty       |                   |                  |
| 1952 |                  | Lancelot Payne    |                   |                  |
| 1951 |                  | A. Sweeney        |                   |                  |
| 1950 |                  | Erroll Lambert    |                   |                  |
| 1949 |                  | Nick Carter       |                   |                  |
| 1948 |                  | A. Mobberley      |                   |                  |
| 1947 |                  | Nick Carter       |                   |                  |
| 1946 |                  | Nick Carter       |                   |                  |
| 1945 |                  | Nick Carter       |                   |                  |
|      |                  |                   |                   |                  |
| 1938 |                  | Charles Hanson    |                   |                  |
| 1937 |                  | John Brown        |                   |                  |
| 1936 |                  | E. Huges          |                   |                  |
| 1935 |                  | R. Triner         |                   |                  |
| 1934 |                  | F. Grose          |                   |                  |

## Vrouwen

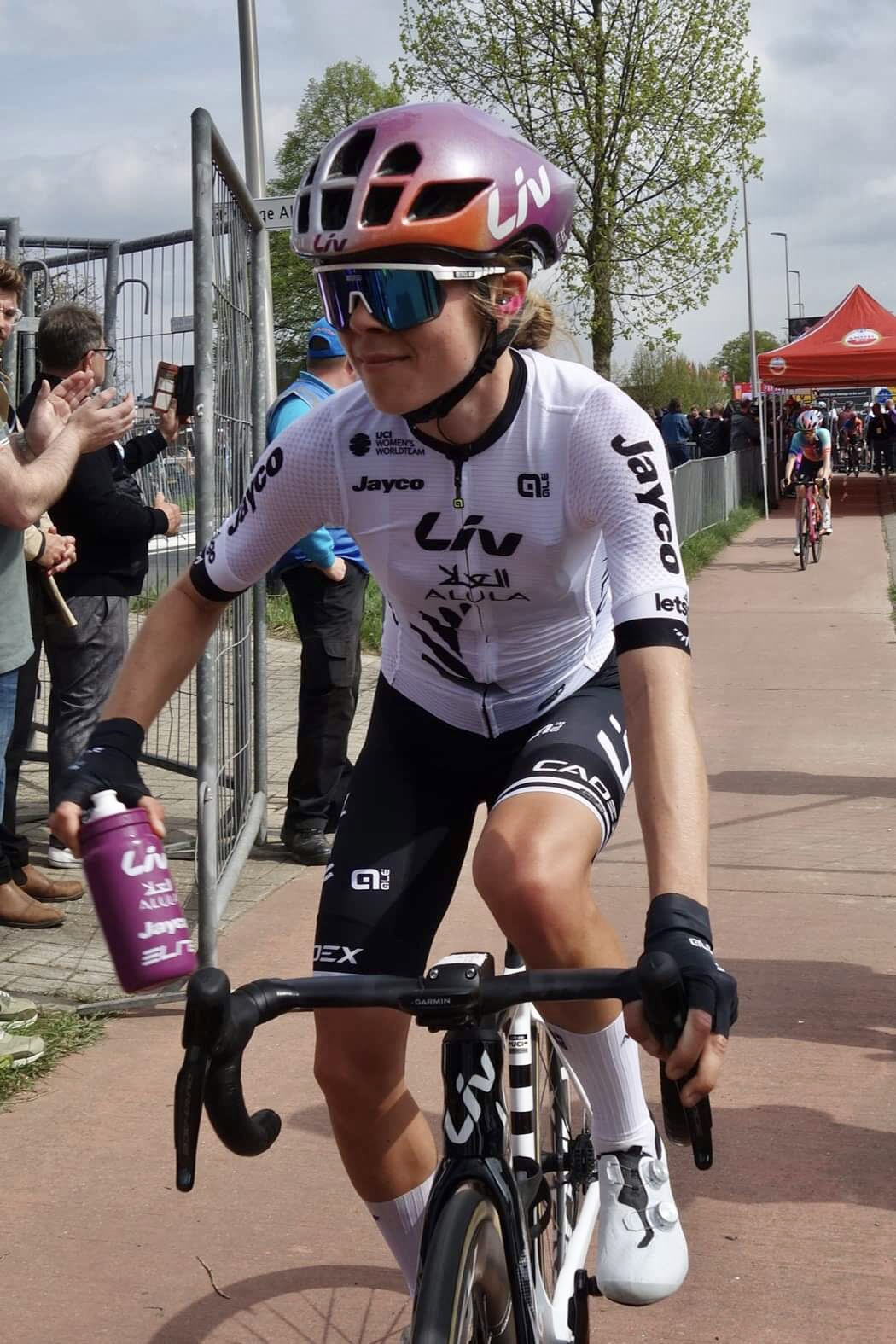
Ella Wyllie won in 2024

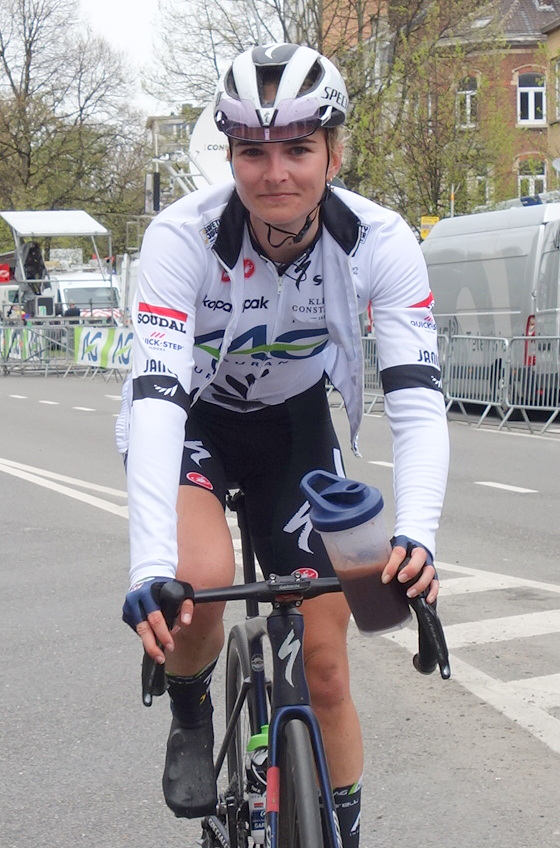
Ally Wollaston won in 2023

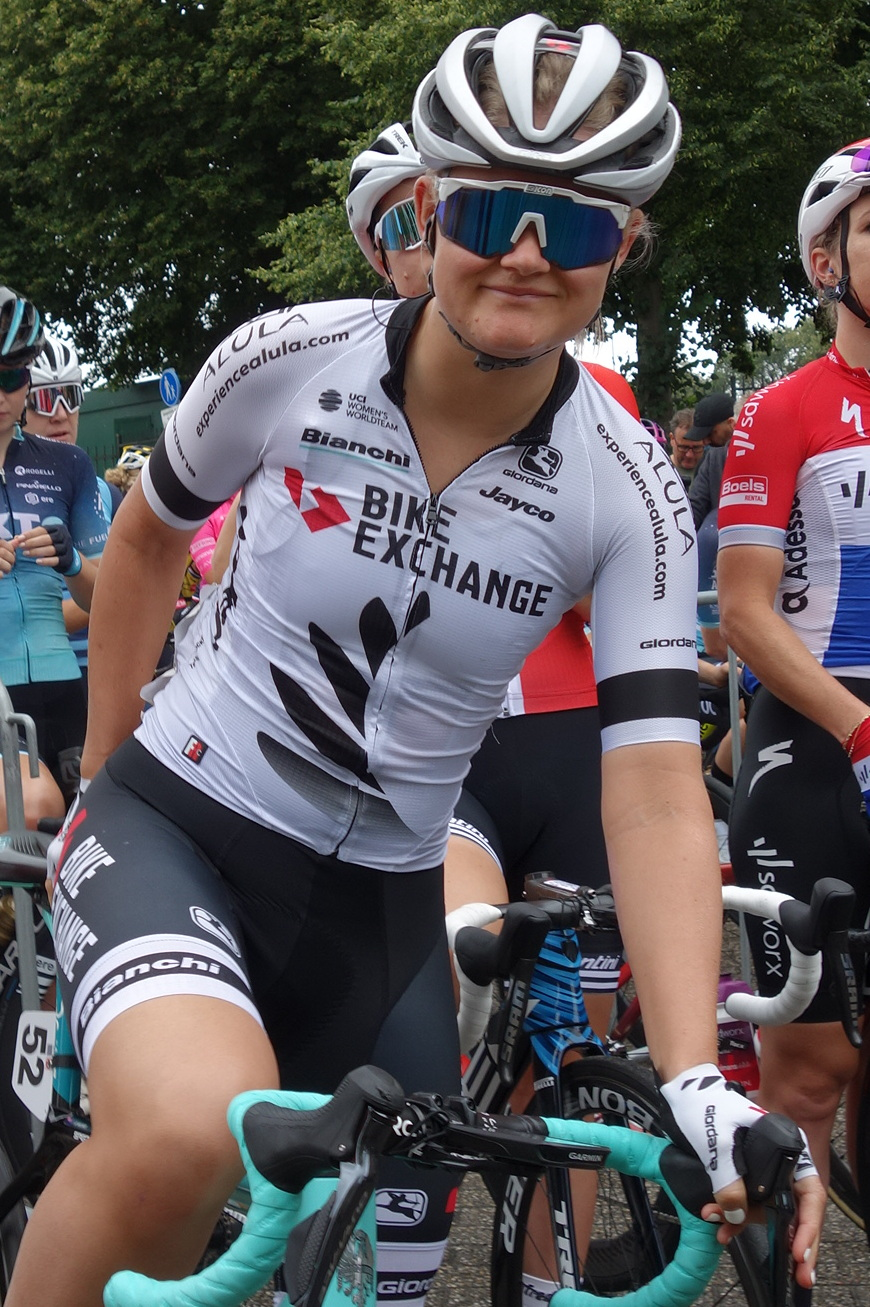
Georgia Williams won in 2018 en 2021

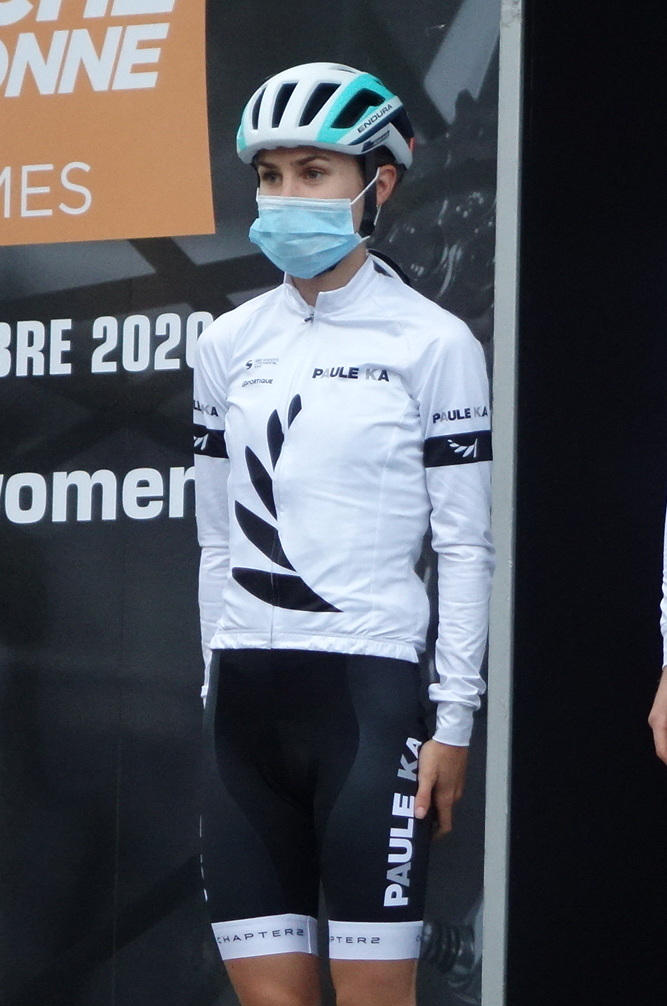
Niamh Fisher-Black won in 2020

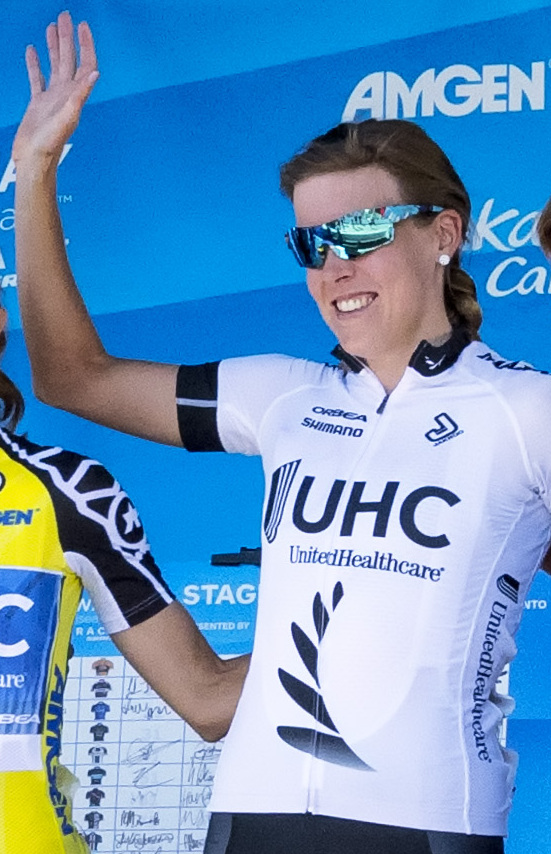
Rushlee Buchanan won in 2010, 2014, 2016 en 2017

| Jaar | Plaats       | Winnaar               | 2e                 | 3e                 |
| ---- | ------------ | --------------------- | ------------------ | ------------------ |
| 2025 | Timaru       | Kim Cadzow            | Niamh Fisher-Black | Kate McCarthy      |
| 2024 | Timaru       | Ella Wyllie           | Kim Cadzow         | Samara Maxwell     |
| 2023 | Tokoroa      | Ally Wollaston        | Georgia Williams   | Sharlotte Lucas    |
| 2022 | Cambridge    | Olivia Ray            | Ally Wollaston     | Georgia Williams   |
| 2021 | Cambridge    | Georgia Williams      | Kate McCarthy      | Sharlotte Lucas    |
| 2020 | Cambridge    | Niamh Fisher-Black    | Ella Harris        | Teresa Adam        |
| 2019 | Napier       | Georgia Christie      | Deborah Paine      | Michaela Drummond  |
| 2018 | Napier       | Georgia Williams      | Sharlotte Lucas    | Grace Anderson     |
| 2017 | Napier       | Rushlee Buchanan      | Georgia Williams   | Kate McIlroy       |
| 2016 | Napier       | Rushlee Buchanan      | Georgia Williams   | Joanne Kiesanowski |
| 2015 | Christchurch | Linda Villumsen       | Sharlotte Lucas    | Karen Fulton       |
| 2014 | Christchurch | Rushlee Buchanan      | Linda Villumsen    | Reta Trotman       |
| 2013 | Christchurch | Courteney Lowe        | Georgia Williams   | Joanne Kiesanowski |
| 2012 | Christchurch | Nicky Samuels         | Courteney Lowe     | Kate McIlroy       |
| 2011 | Christchurch | Catherine Cheatley    | Serena Sheridan    | Rushlee Buchanan   |
| 2010 | Christchurch | Rushlee Buchanan      | Linda Villumsen    | Kaytee Boyd        |
| 2009 | Te Awamutu   | Melissa Holt          | Karen Fulton       | Tracy Clark        |
| 2008 | Hawke's Bay  | Melissa Holt          | Rosara Joseph      | Kaytee Boyd        |
| 2007 | Palmerston   | Catherine Sell        | Yvette Hill-Willis | Alison Shanks      |
| 2006 |              | Catherine Sell        | Yvette Hill-Willis | Alison Shanks      |
| 2005 |              | Sarah Ulmer           | Melissa Holt       | Kara Northcott     |
| 2004 |              | Catherine Sell        | Tamara Boyd        | Katri Lake         |
| 2003 |              | Joanne Kiesanowski    | Susie Wood         | Catherine Sell     |
| 2002 |              | Annalisa Farrell      | Melissa Holt       | Tamara Boyd        |
| 2000 |              | Fiona Carswell-Ramage | Tania Duff-Miller  | Melissa Holt       |
| 1999 |              | Annalisa Farrell      | Katri Laike        | Natalie Beeston    |
| 1998 |              | Susannah Pryde        | Marguerite Ritchie | Kirsty Robb        |
| 1997 |              | Maria Hassan          | Tracy Clark        | Joanna Lawn        |
| 1996 |              | Kathy Lynch           | Charlotte Cox      | Janet O'Hara       |
| 1995 |              | Tania Duff-Miller     | Charlotte Cox      | Jacqueline Nelson  |
| 1994 |              | Rebecca Bailey        | Charlotte Cox      | Tracy Clark        |
| 1993 |              | Rebecca Bailey        |                    |                    |
| 1992 |              | Rosalind Reekie-May   | Susannah Pryde     | Leslie Dove        |
| 1991 |              | Joanne Burke          | Jacqueline Nelson  | Kathy Lynch        |
| 1990 |              | Karen Holliday        |                    |                    |
| 1989 |              | Madonna Harris        |                    |                    |
| 1988 |              | S. Holland            |                    |                    |
| 1987 |              | Sally Fraser          |                    |                    |
| 1986 |              | Sue Golder            |                    |                    |
| 1985 |              | H. O'Connell          |                    |                    |
| 1984 |              | K. Erikson            |                    |                    |
| 1983 |              | M. McDonald           |                    |                    |
| 1982 |              | M. McDonald           |                    |                    |
| 1981 |              | D. Zanders            |                    |                    |